# Alaïza Pachkievitch
Alaïza Stsiapanawna Pachkievitch (biélorusse : Алаіза Сцяпанаўна Пашкевіч ; russe : Алоиза Степановна Пашкевич, Aloïza Stepanovna Pachkevitch ; 3 juillet 1876-16 février 1916), surnommée Tsotkia,, est une écrivaine et révolutionnaire biélorusse, une des grandes figures du renouveau féministe et littéraire biélorusse.

## Biographie
Alaïza Pachkievitch est née le 3 juillet 1876 dans une famille catholique de six enfants dans le village de Peszczyn dans le Gouvernement de Vilna alors dans l'Empire russe (aujourd'hui en Biélorussie). À dix-huit ans en 1884, elle entre dans une école privée pour filles de Wilno (aujourd'hui Vilnius en Lituanie) et obtient son diplôme en 1901, avant de commencer à travailler comme professeure. Pour étudier dans cette école, elle reçoit une bourse couvrant tous les frais de scolarité annuel valant 100 roubles. L'année suivante, elle publie ses premiers poèmes et part pour Saint-Pétersbourg étudier à la Lesgaft National State University of Physical Education, Sport and Health (en). Là-bas, avec ses frères et d'autres étudiants, elle fonde la Belarussian Socialist Union Hramada (Belarouskaïa Satsialistytchnaïa Hramada (BSU),.
De retour à Vilna en 1904, elle abandonne l'enseignement et devient assistante médicale à l'Hôpital de Vilna et devient active politiquement parlant. Elle devient également la représentant des travailleuses femmes lors du Congrès de femmes à Moscou en mai 1905. Face à la Révolution russe de 1905 et son engagement politique révolutionnaire, elle se retrouve obligée de s'exiler en Autriche-Hongrie où elle commence des études de philosophie puis d'histoire et de philologie à l'université de Lviv,. Elle est obligée d'abandonner ses études après avoir contracté la tuberculose et déménage alors pour Cracovie et la Faculté de sciences humaines de l'Université Jagellonne.
Elle contribue également au premier journal biélorusse clandestin, Nacha Niva appartenant à la BSU et fonde le premier journal biélorusse pour les adolescents, Loutchynka. En 1903, un de ses poèmes est publié dans un recueil à Saint-Pétersbourg nomme Pesni sous le nom de plume de Bandys Assaka et d'autres sont publiés dans des pamphlets clandestins sous deux autres nom de plume : Gavrila de Polotsk et Gavrila. Trois ans plus tard, elle traduit de l'ukrainien au biélorusse le livre pour enfants A present for children.
À la déclaration de guerre en 1914, elle s'engage comme infirmière pour les soldats malades, organise des refuges pour les sans-abris et des orphelinats pour les enfants.
En janvier 1916, elle apprend que son père est malade et rentre en Biélorussie pour s'occuper de lui mais elle arrive trop tard. Elle décide de rester dans son village natal pour aider face à l'épidémie de fièvre typhoïde dans la population mais tombe elle-même malade et meurt le 16 février 1916.

## Vie privée
Elle épouse l'ingénieur et militant pour la démocratie, Steponas Kairys (1879-1964) en 1911.

## Hommages
- En 1918, un orphelinat est ouvert à Minsk et porte le nom de Tsiotka[4].